# Jaguar XJ-S
Jaguar XJ-S (позже Jaguar XJS) — люксовый автомобиль класса GT британской фирмы Jaguar, выпускался в период с 1975 по 1996 год. XJ-S был разработан на базе седанов Jaguar XJ и заменил E-Type (или XK-E) в сентябре 1975. Он был разработан как XK-F, хотя он очень отличался по своему характеру от предшественника. Несмотря на то, что он не обладал настолько же спортивной внешностью, XJ-S был полноценным Gran Turismo, даже более аэродинамичным, чем E-Type. Последний XJS был произведен 4 апреля 1996 года, к тому времени 115 413 автомобилей было произведено за 21-летний период производства. Модель была заменена на XK8.

## Галерея

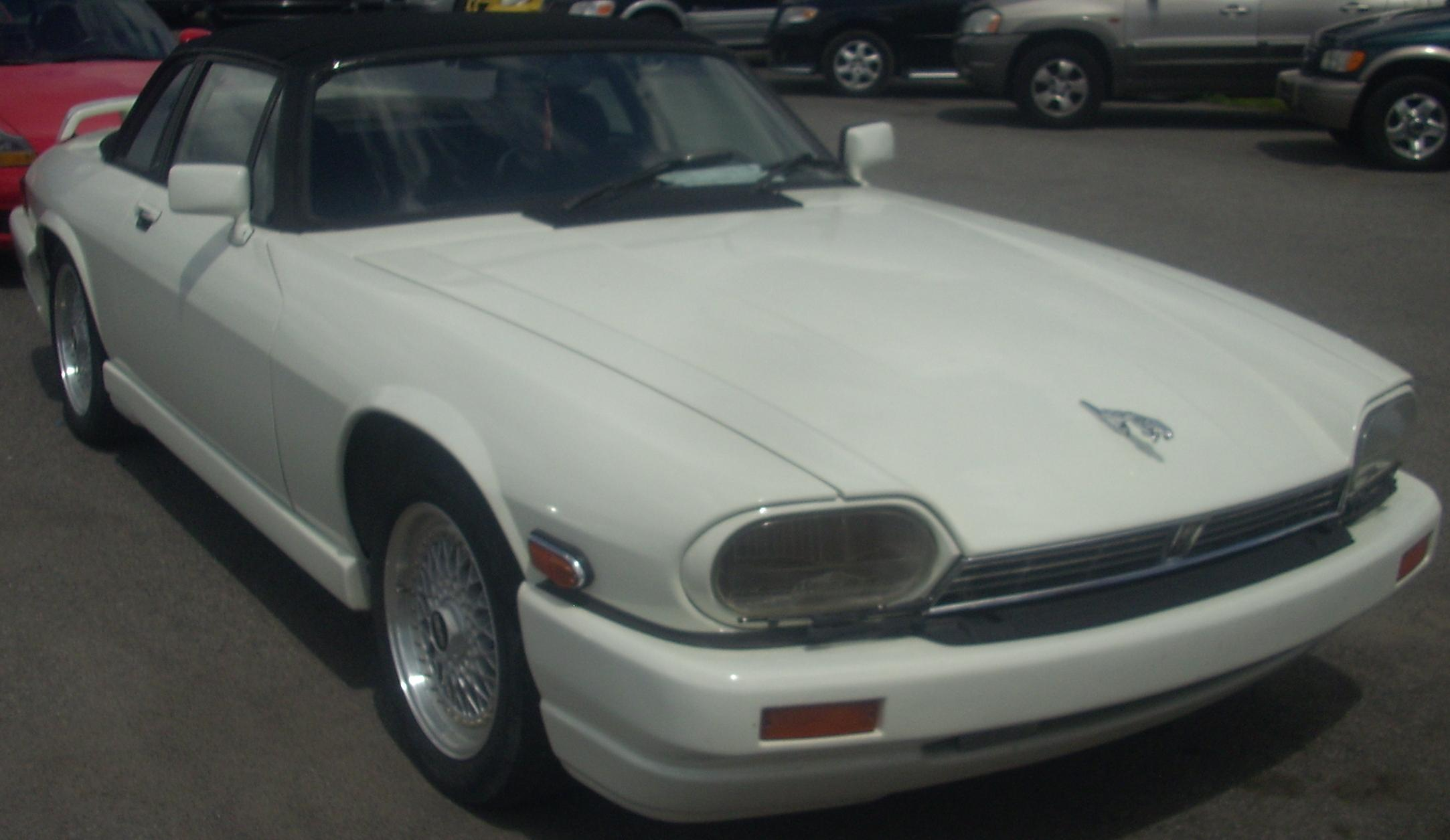
1988 Jaguar XJ-SC (Северная Америка)
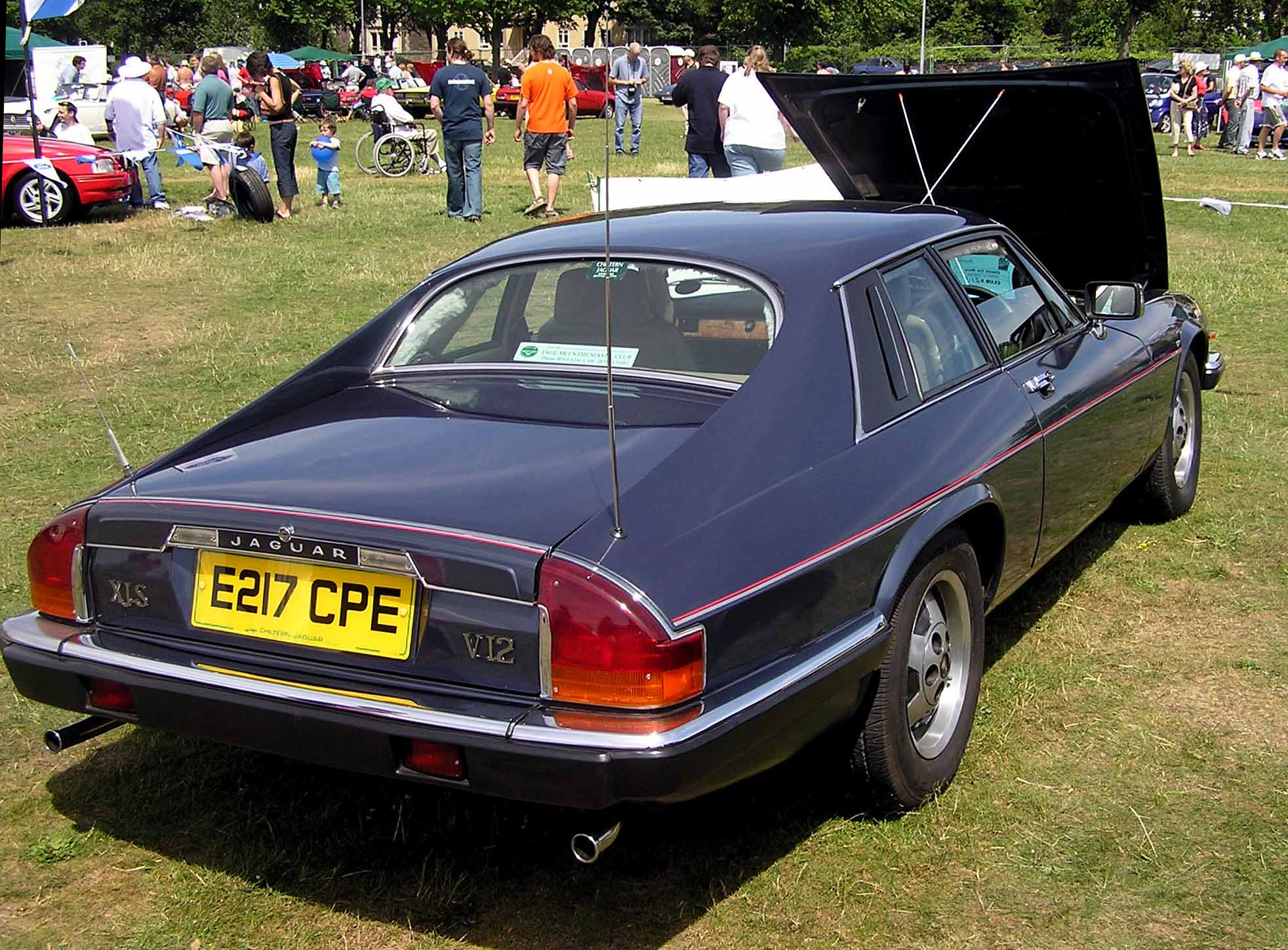
1988 Jaguar XJ-S
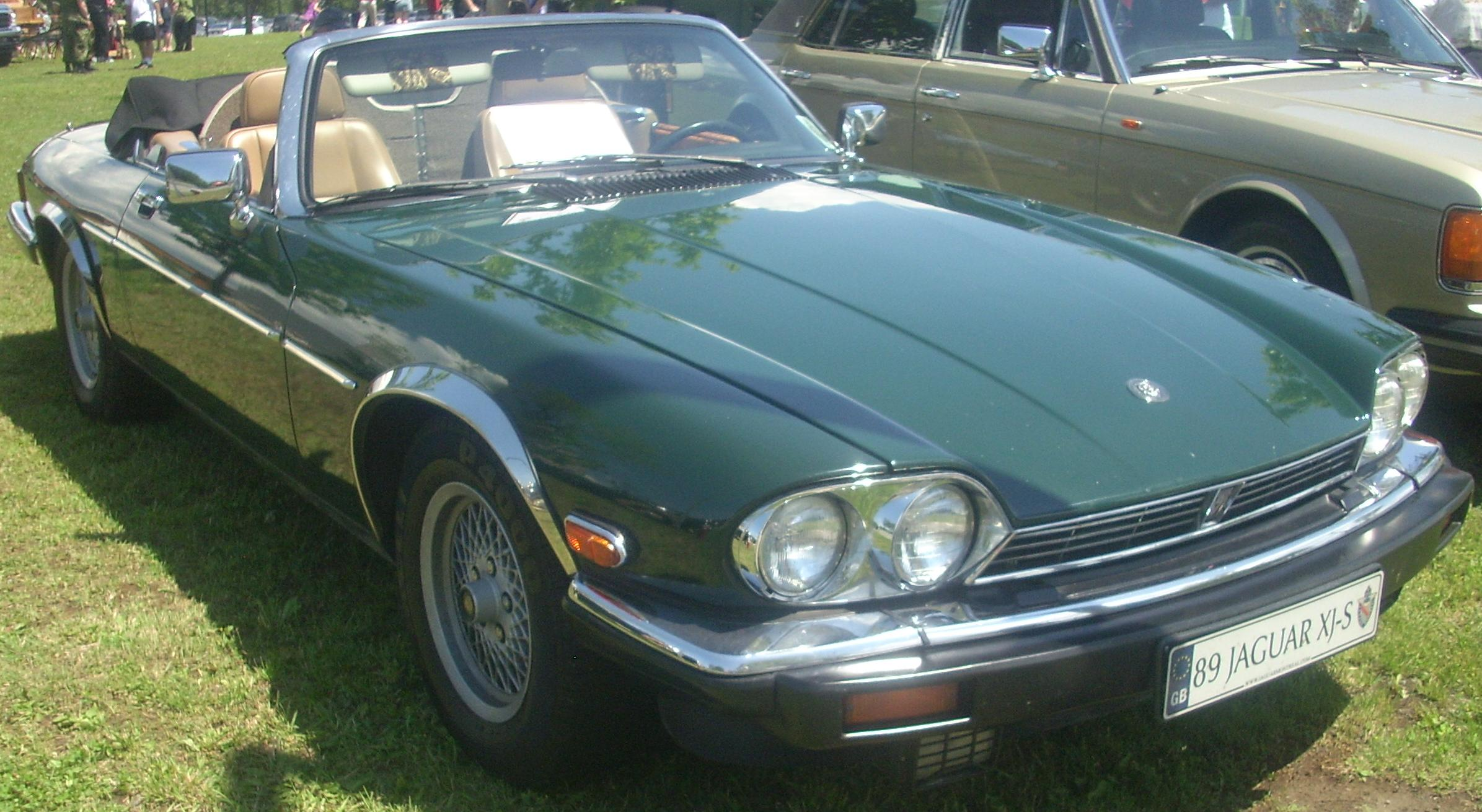
1989 Jaguar XJS convertible (Северная Америка)
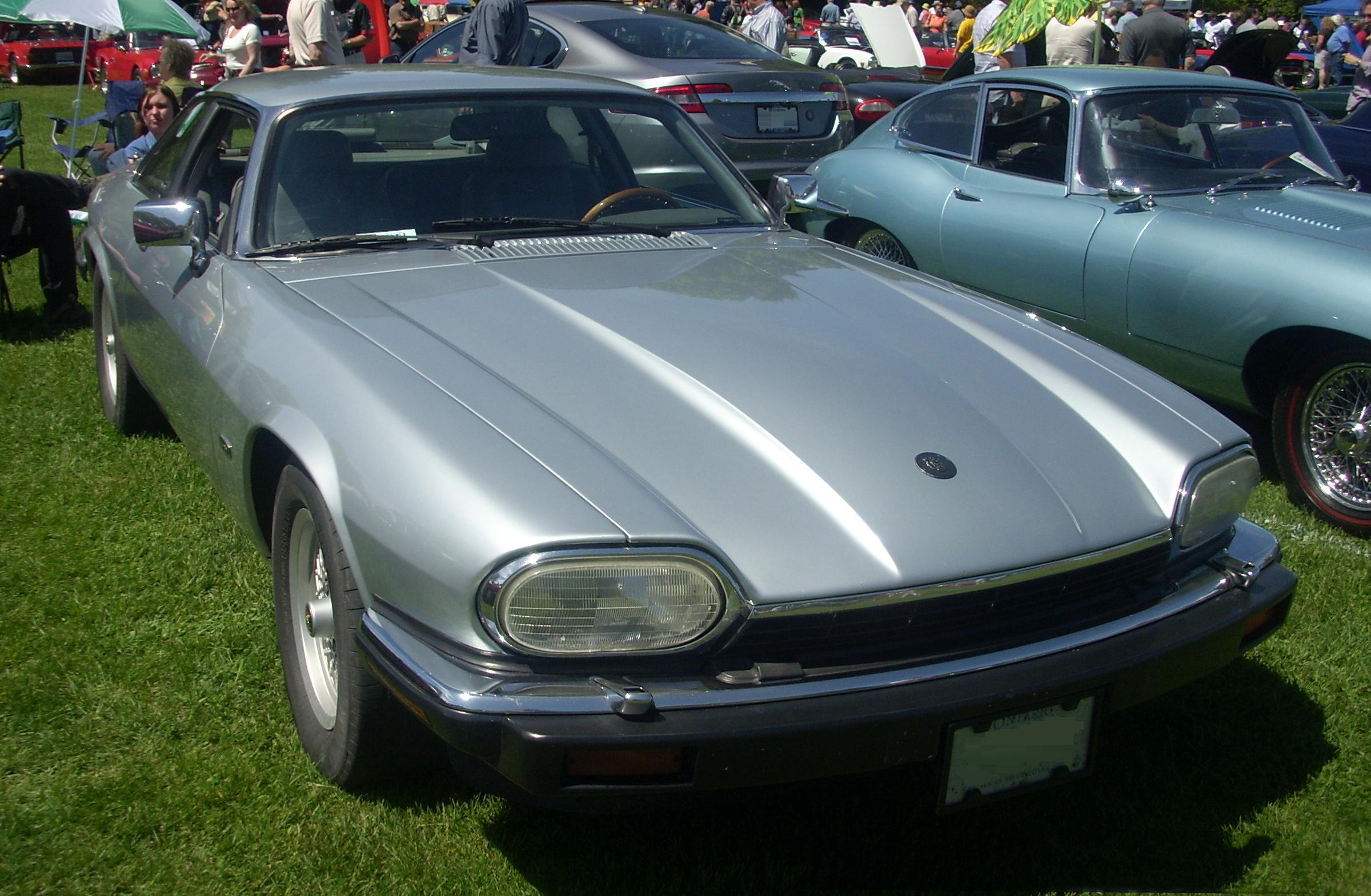
1992 Jaguar XJS coupe (Северная Америка)
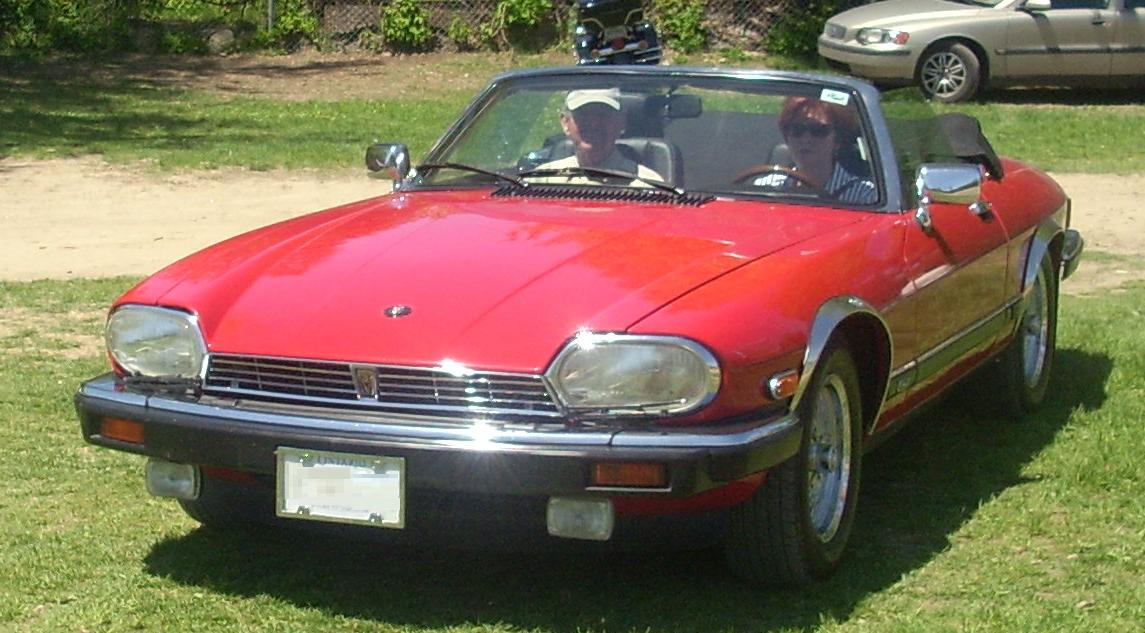
1992–1993 Jaguar XJS convertible (Северная Америка)
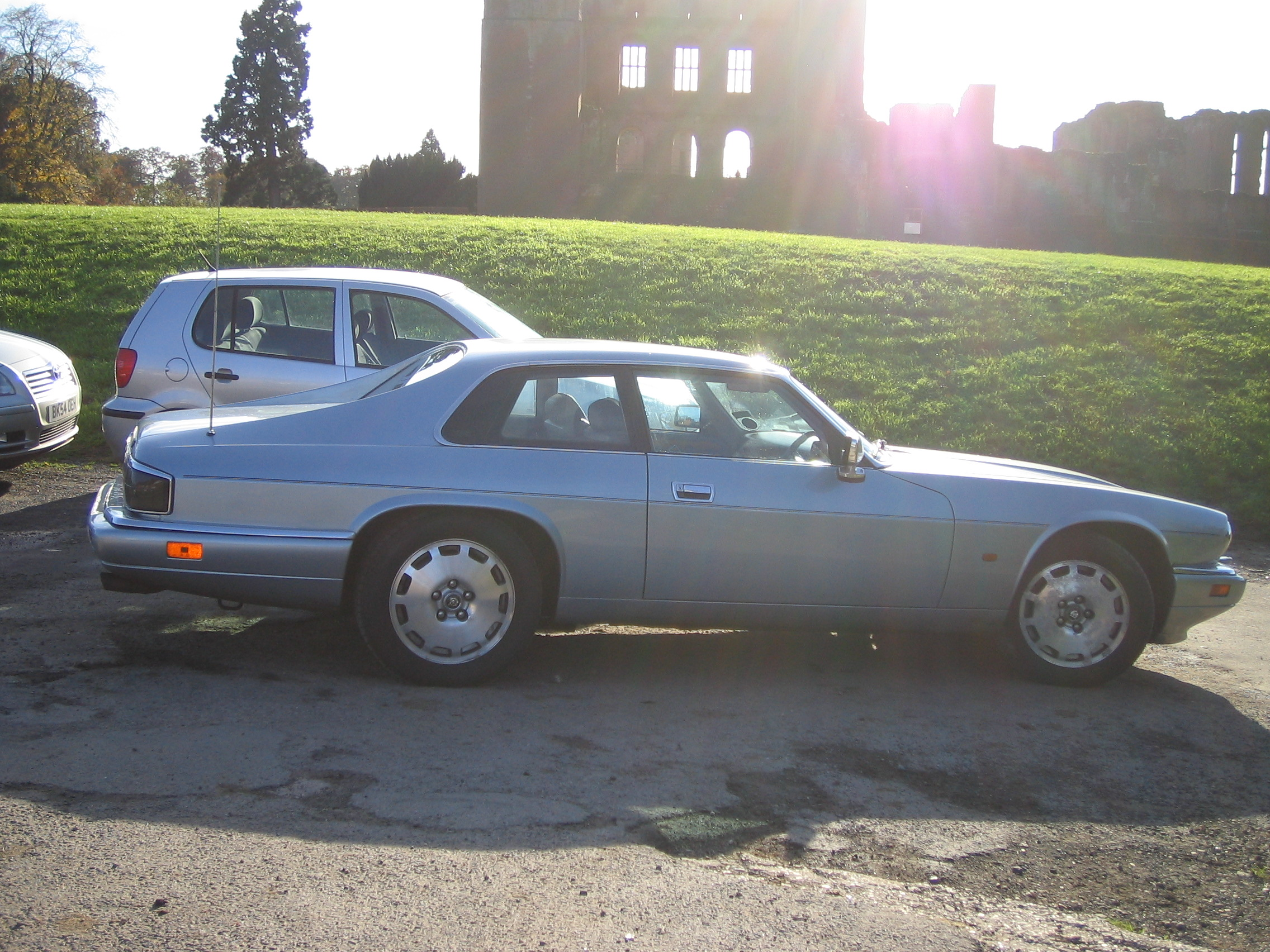
1996 Jaguar XJS на празднике (Великобритания)
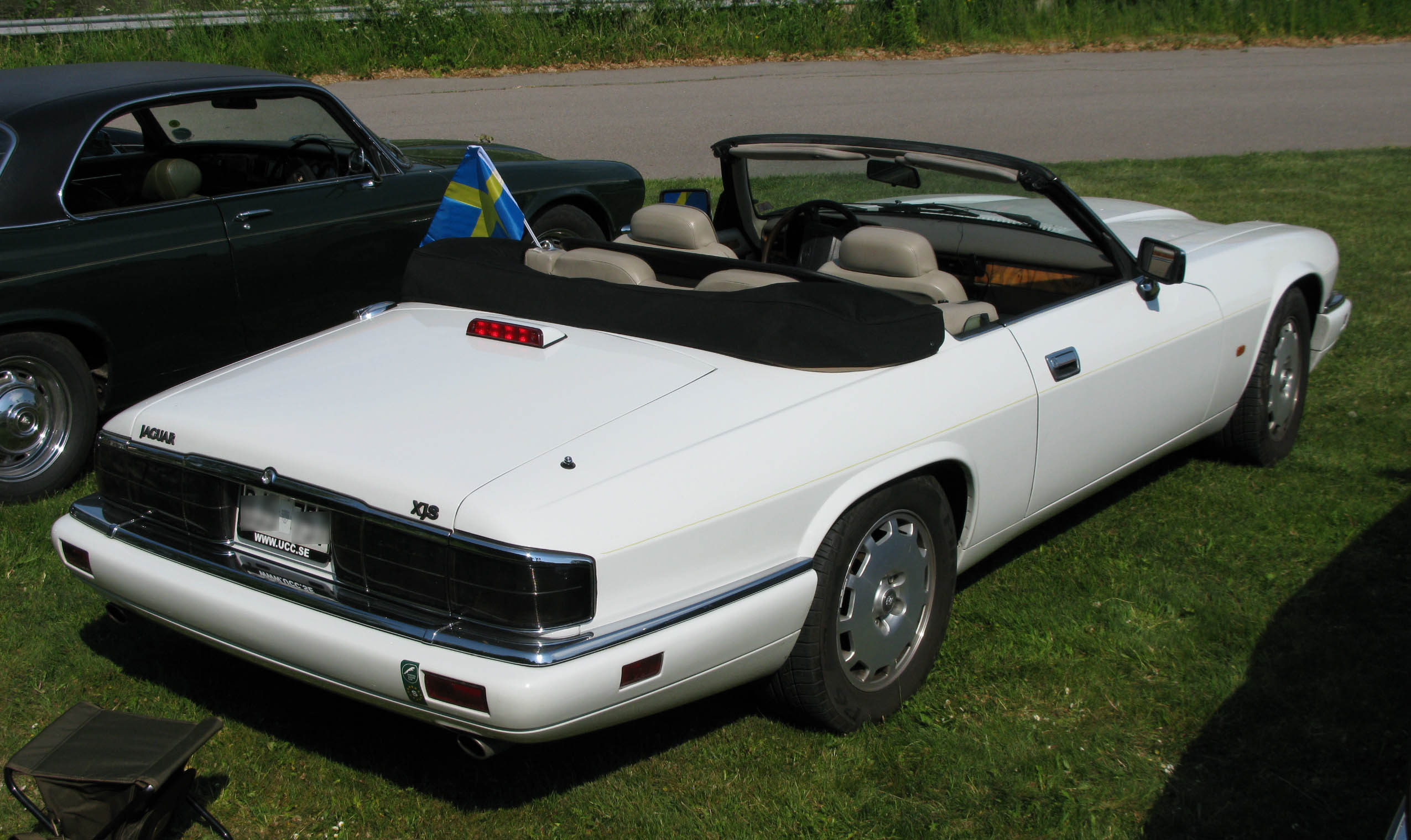
1996 Jaguar XJS convertible (Европа)